# Widacz
Pour l’article homonyme, voir Widacz (Krosno).
Widacz est un village du sud-est de la Pologne dans la voïvodie des Basses-Carpates. Il fait partie de la gmina de Frysztak (commune rurale) et du powiat de Strzyżów. La population du village s'élève à 244 habitants en 2011.

## Géographie
| Glinik Dolny | Twierdza  |                   |
| Lubla        | Widacz    | Łęki Strzyżowskie |
| Niepla       | Przybówka |                   |

Widacz se situe à 3,5km de Frysztak, 13,4km de Jasło,13,6km de Strzyżów et 17,3km de Krosno.